# Freek Robbers
Freek Robbers (26 de diciembre de 1990) es un deportista neerlandés que compitió en remo. Ganó una medalla de bronce en el Campeonato Europeo de Remo de 2018, en la prueba de ocho con timonel.

## Palmarés internacional
| Campeonato Europeo | Campeonato Europeo    | Campeonato Europeo | Campeonato Europeo |
| Año                | Lugar                 | Medalla            | Prueba             |
| ------------------ | --------------------- | ------------------ | ------------------ |
| 2018               | Glasgow (Reino Unido) | Medalla de plata   | Ocho con timonel   |